# Del Sol (radio)
Del Sol es una emisora de radio uruguaya, la cual transmite desde  Montevideo. Su programación es periodística, deportiva y de interés general.

## Historia
Emisora Del Sol salió al aire por primera vez en 1985 con una programación mayormente musical y de artistas anglo. Sus primeros estudios estuvieron ubicados en la calle Solís 1441 en Montevideo. Algunos de sus programas más recordados son "Los Ojos de La Noche", "Sunset Boulevard", "Salimos", "Café con FM" y "Como Estamos Hoy".
Algunos de los locutores que pasaron por sus micrófonos fueron Daniel Jorge, Ramiro Pérez, Daniel Varela, María Noel Minozzo y Daniel Bianchi.
En 2001 mudan sus estudios al primer piso de la calle Echevarriarza 3535 en el Puerto del Buceo donde comparten instalaciones con FM Milenium 103.7 (que luego sería FM Latina).
En la noche del 23 de agosto de 2005 durante un temporal su antena ubicada en el barrio Cerrito de la Victoria cae debido al fuerte viento.
En 2005 también mudan sus estudios una vez más. Esta vez al segundo piso del Radisson Victoria Plaza.
En febrero de 2017 es adquirida por Magnolio Media Group, integrado por Iñaki Abadie, Jorge Piñeyrúa y Rafael Cotelo..cambiando el formato de radio musical anglo a radio de entretenimiento.
La radio Del Sol funciona en el edificio de Magnolio Media Group, en el barrio Parque Rodó de Montevideo.

## Programas
Su programación es dedicada al periodismo, deporte e interés general. 
- Doble click - Lucía Brocal y Paula Barquet
- No toquen nada - Joel Rosenberg, Ricardo Leiva y Darwin Desbocatti
- Quién te dice - Pablo Fabregat y Gonzalo Delgado
- La mesa de los galanes - Jorge Piñeyrúa, Rafael Cotelo y Pablo Fabregat
- Fácil desviarse - Juanchi Hounie, Diego Zas, Nicolás Batalla y Jorge Balmelli
- 13a0 - Ricardo Piñeyrúa, Gonzalo Delgado y Álvaro González Márquez
- Abran cancha - Horacio Abadie y Leonardo Sanguinetti
- Locos por el fútbol - Daniel Richard, Adrián Mozzone, Germán Silveira y Yuri Jakimczuk
- Pueblo fantasma - Gastón Carbajal, Fernanda Kosak, Verónica Piñeyrúa y Agustín Gil
- Segundos afuera - Christian Font
- La venganza será terrible - Alejandro Dolina

## Personalidades
Entre sus comunicadores se destacan Jorge Carlos Piñeyrúa, Pablo Fabregat, Rafael Cotelo, Joel Rosenberg, Lucía Brocal, Juanchi Hounie, Diego Zas y los personajes Darwin Desbocatti y el Tío Aldo.